# Aire urbaine d'Aubenas
L'aire urbaine d'Aubenas est une aire urbaine française centrée sur les 23 communes de l'unité urbaine d'Aubenas. Composée de 58 communes de l'Ardèche, elle comptait 61 374 habitants en 2016.
Elle est passée de 39 à 59 communes entre les découpages effectués par l'INSEE en 1999 et 2010, à la suite de la forte extension de l'unité urbaine (elle-même passée de 10 à 23 communes), puis à 58, à la suite de la création d'une commune nouvelle.

## Caractéristiques en 2016
D'après la définition qu'en donne l'INSEE, l'aire urbaine d'Aubenas est composée de 58 communes, situées dans l'Ardèche. 
Le tableau suivant détaille la répartition de l'aire urbaine sur le département (les pourcentages s'entendent en proportion du département) :
| Département | Communes | Communes (%) | Superficie (km²) | Superficie (%) | Population (2016) | Population (%) |
| ----------- | -------- | ------------ | ---------------- | -------------- | ----------------- | -------------- |
| Ardèche     | 59       | 17,4         | 654,05           | 11,8           | 61 374            | 18,8           |